# گل‌کاغذیان
گُل‌کاغذیان (نام علمی: Nyctaginaceae)، تیره‌ای از میخک‌سانان با حدود ۳۳ سرده و ۲۹۰ گونه که اغلب به طور گسترده در مناطق گرمسیری و نیمه‌گرمسیری و به تعداد کمی در مناطق معتدل پراکنده هستند و میوه منحصربه‌فردی به نام گل‌میوه و دانه‌های گرده خیلی بزرگی (بزرگ‌تر از ۱۰۰ میکرون) دارند.

## سرده‌ها
- تبار Boldoeae
  - Boldoa .Cav. ex Lag
  - Cryptocarpus Kunth
  - Salpianthus .Humb. & Bonpl
- تبار Bougainvilleeae
  - گل کاغذی .Comm. ex Juss
  - Belemia Pires
  - Phaeoptilum .Radlk
- تبار Caribeeae
  - Caribea Alain
- تبار Colignonieae
  - Colignonia اندلیشر
- تبار Nyctagineae
  - شب‌رنگی کارل لینه
  - لاله عباسی کارل لینه
  - Abronia ژوسیو
  - Acleisanthes آسا گری
  - Allionia کارل لینه
  - Anulocaulis .Standl
  - Commicarpus .Standl
  - Cuscatlania .Standl
  - Cyphomeris .Standl
  - Nyctaginia Choisy
  - Okenia .Schlecht. & Cham
  - Tripterocalyx .(Torr.) Hook
- تبار Leucastereae
  - Andradea Allemão
  - Leucaster Choisy
  - Ramisia .Glaz. ex Baill
  - Reichenbachia .Spreng
- تبار Pisonieae
  - پرنده‌گیرها کارل لینه
  - Cephalotomandra H.Karst. & Triana
  - Grajalesia Miranda
  - Guapira .Aubl
  - Neea .Ruiz & Pav
  - Neeopsis Lundell
  - Pisoniella .(Heimerl) Standl
  - Rockia Heimerl